# CIE d'Aluche
El CIE d'Aluche és un centre d'internament d'estrangers obert el 2005 a l'edifici de l'hospital penitenciari de l'antiga presó de Carabanchel al barri d'Aluche de Madrid. Es va traslladar allà amb el desmantellament de l'antic CIE de Madrid que estava ubicat a Moratalaz.
El 2012 tenia capacitat per a 280 persones repartides en quatre mòduls, tres per homes i un per dones, en habitacions d'entre vuit i sis llits o lliteres. No tenen lavabo i a les nits han de demanar permís per anar a fer les necessitats. El telèfon i les visites estan molt restringits.
El 2019 es va investigar dos presumptes delicte de tortura i tractes vexatoris per part de policies a persones del centre. En el cas de les tortures ni el CIE ni la Creu Roja van informar dels fets a la justícia. A l'octubre del 2019 hi va haver un intent de motí.
El març del 2020 es van deixar en llibertat els interns, perquè no es podia fer efectiva la devolució als seus països en motiu de l'estat d'alarma. A principis d'octubre del 2020 va reobrir amb 46 immigrants algerians després d'estar mig any tancat per la pandèmia de la covid-19. Durant el mateix mes 41 interns van fer una vaga de fam per denunciar les condicions que en què vivien i que no els permetien tenir ni mascaretes quirúrgiques per afrontar la pandèmia de la covid-19. La policia va detenir vuit persones en unes protestes contra aquesta infraestructura.